# Ханза-Бранденбург W.18
Ханза-Бранденбург W.18 је немачки морнарички ловац-извиђач. Први лет авиона је извршен почетком 1917. године. Главни корисник овог авиона је била Ратна морнарица Аустроугарске и Немачке. Авион је био напреднија варијанта авиона Ханса Бранденбург .

## Пројектовање и развој
Аустроугарско Поморско Ваздухопловство (ПВ) је још 1916. године користило ловачке хидроавионе који су исто као и сувоземни ловци имали задатак да се боре са противничким авионима. Хидроавиони ловци су били специфични јер им је задатак пре свега био одбрана акваторија од непријатељских авиона. У Ханса Бранденбургу је инж. Ернст Хајнкел конструисао хидроавион једноседи двокрилац, по угледу на хидроавион Лонер L, који је добио назив Ханса Бранденбург FB. Даљим побољшањем овог авиона настао је Ханса Бранденбург CC наоружан митраљезом, а из њега ловачки хидроавион Ханса Бранденбург .

### Технички опис
Авион Ханса Бранденбург CC је једномоторни двокрилни једноседи ловачки хидроавиони. Авион је потпуно дрвене конструкције.
Труп је у облику чамца обложен водоотпорним шпером. Дно чамца је било каскадно изведено што омогућава авиону да се лакше (са мање отпора) одвоји од водене површине при полетању. Труп авиона је био потпуно затворен то је онемогућавало продор воде у унутрашњост трупа као и смањени аеродинамички отпор у току лета авиона. Кокпит пилота је био отворен и налазио су у трупу авиона испред крила. Авион је био наоружан једним фиксним предњим митраљезом Шпандау калибра 7,92 mm.
У међу простору између крила је био смештен шесто цилиндарски линијски водом хлађен мотор Benz Bz.III снаге 112 kW/150KS који је био причвршћен на челичну конструкцију ослоњену на труп авиона. Потисна елиса која покреће авион је двокрака, направљена од дрвета фиксног корака.
Крила су дрвене конструкције пресвучена платном четвртастог облика са упорницама у облику слова X гледано са сваке стране (спреда и са стране). Овакав облик упорница је добио популаран назив „паук“ или „звезда“ а користио се још и код авиона Ханза-Бранденбург D.I. Доња крила код овог авиона су нешто краћа од горњих. Испод доњих крила су постављени пловци који обезбеђују стабилност при узбурканом мору. Крилца за управљање авионом су се налазила само на горњим крилима. 
Највећа брзина у хоризонталном лету је износила 171 km/h. Размах крила је био 9,30 метара а дужина 7,69 метара. Маса празног авиона је износила 800 килограма а нормална полетна маса 1080 килограма.
Авион Ханса Бранденбург  је био побољшана варијанта авиона Ханса Бранденбург CC, био је такође једномоторни двокрилни једноседи ловачки хидроавиони. Авион је потпуно дрвене конструкције.
Труп авиона је у облику чамца обложен водоотпорним шпером. Дно чамца је било каскадно изведено што омогућава авиону да се лакше (са мање отпора) одвоји од водене површине при полетању. Труп авиона је био потпуно затворен то је онемогућавало продор воде у унутрашњост трупа као и смањени аеродинамички отпор у току лета авиона. Кокпит пилота је био отворен и налазио су у трупу авиона испред крила. Авион је био наоружан са два фиксна митраљеза Шварцлозе калибра 8,00 mm.
У међу простору између крила је био смештен шесто цилиндарски линијски водом хлађен мотор Хиеро 147 kW/200KS или Хиеро 170 kW/230KS који је био причвршћен на челичну конструкцију ослоњену на труп авиона. Потисна елиса која покреће авион је двокрака, направљена од дрвета фиксног корака.
Крила су дрвене конструкције пресвучена платном, четвртастог облика са заобљеним крајевима у односу на свог претходника CC, имао је са сваке стране крила по пар упорница а затезање крила се обављало помоћу укрштених челичних ужади. Овакав облик упорница је имао мањи аеродинамички отпор у односу на упорнице система „паук“ или „звезда“. Доња крила код овог авиона су благо закошена у односу на горње крило које је управно на труп авиона па изгледа да су нешто краћа од горњих. Испод доњих крила су постављени пловци који обезбеђују стабилност при узбурканом мору. Крилца за управљање авионом су се налазила само на горњим крилима.
Димензије овог авиона су биле нешто веће од претходника Ханса Бранденбург  .

## Наоружање
| Наоружање авиона: Ханза-Бранденбург |                 |
| Ватрено (стрељачко) наоружање       |                 |
| Топ                                 |                 |
| Митраљез                            |                 |
| Број и ознака митраљеза             | 2 Švarcloze ( ) |
| Калибар                             | 8,00            |
| Бомбардерско наоружање (бомбе)      |                 |
| Ракетно наоружање (ракете)          |                 |

## Особине авиона Бранденбург W.18 - CC

### Опште карактеристике
| Авион                 | Ханса Бранденбург | Ханса Бранденбург   |
| Мотор                 | 1 x 147 Hiero     | 1 x 112 Benz Bz.III |
| Елиса                 | двокрака дрвена   | двокрака дрвена     |
| Размах крила          | 10,70             | 9,30                |
| Површина крила        | 34,38             | 26,50               |
| Дужина авиона         | 8,15              | 7,69                |
| Висина авиона         | 3,45              | 3,57                |
| Тежина празног авиона | 875               | 800                 |
| Тежина пуног авиона   | 1.145             | 1.080               |
| Посада                | 1 члан            | 1 члан              |
| Стајни трап           | čamac             | čamac               |

### Перформансе
| Авион             | Ханса Бранденбург | Ханса Бранденбург |
| Максимална брзина | 170               | 171               |
| Путна брзина      | 147               | 140               |
| Највећи долет     | 510               | 600               |
| Плафон лета       | 4.800             | 4.800             |

## Оперативно коришћење
Авион Ханза-Бранденбург  је био намењен аустроугарској и немачкој морнарици. Протоип је полетео 1916. године са мотором Бенц  снаге 112 kW/150KS, немачкој морнарици је испоручено 36 примерака ових авиона. Аустроугарска морнарица је наручила 37 авиона и они су испоручени са моторима Аустро-Дајмлер снаге 117 kW/160KS Хиеро 132 kW/180KS.. Не постоје подаци о томе да ли је неки од ових авиона коришћен у југословенском ПВ.
Авион Ханза-Бранденбург  је био углавном намењен аустроугарској морнарици. Протоип је полетео 1917. године са мотором Бенц  снаге 112 kW/150KS, док је у серијској производњи у два авиона је уграђиван мотор Хиеро 147 kW/200KS а у осталих 45 авиона је уграђен мотор Хиеро 170 kW/230KS. Укупно је испоручено 47 ових авиона аустроугарској морнарици у периоду од септембра 1917. до маја 1918. године. Један авион са Бенц Bz III мотором (вероватно прототип) је испоручен немачкој морнарици.
Југословенско Поморско Ваздухопловство (ПВ) је користило два заплењена авиона Ханза-Бранденбург W.18 који су популарно звани Мали Брaнденбург (за разлику од Великог Бранденбурга који је био назив за авион Ханза-Бранденбург W.13).

## Земље које су користиле овај авион
| - Немачко царство - Аустроугарска - Холандија - Краљевина Југославија |